# Сержонки
 Сержонки  — деревня в Афанасьевском районе Кировской области в составе Пашинского сельского поселения.

## География
Расположена на расстоянии примерно 19 км на юго-запад по прямой от райцентра поселка Афанасьево.

## История
Известна с 1891 года как починок Макаровский (Некрасов Макар Сергеев), в 1905 дворов 2 и жителей 24, в 1926 (починок Сергеевский) 4 и 23 (из них 6 «пермяки»), в 1950 (уже деревня Сержонки) 23 и 84, в 1989 24 жителя.  

## Население
Постоянное население составляло 27 человек (русские 96%) в 2002 году, 7 в 2010.